# جيف أوغدن
جيف أوغدن (بالإنجليزية: Jeff Ogden)‏ هو لاعب كرة قدم أمريكية أمريكي، ولد في 22 فبراير 1975 في سنوهوميش في الولايات المتحدة.

## وصلات خارجية
- جيف أوغدن على موقع مرجع كرة القدم المحترفة.كوم (الإنجليزية)